# Oligomerus crestonensis
Oligomerus crestonensis is een keversoort uit de familie klopkevers (Anobiidae). De wetenschappelijke naam van de soort is voor het eerst geldig gepubliceerd in 1961 door Hatch.